# لوفلاند (كولورادو)
لوفلاند (بالإنجليزية: Loveland)‏ هي مدينة تقع في مقاطعة لاريمير بولاية كولورادو في الولايات المتحدة. تأسست عام 1877، تبلغ مساحتها 66.1 (كم²)، وترتفع عن سطح البحر 1519 م، بلغ عدد سكانها 70223 نسمة في عام حسب إحصاء مكتب تعداد الولايات المتحدة وتصل الكثافة السكانية فيها 795.3 نسمة/كم2.

## التركيبة السكانية
حدّد مكتب تعداد الولايات المتحدة بيانات التركيبة السكانية للوفلاند في تعداد الولايات المتحدة. في ما يلي، التركيبة السكانية حسب تعدادي 2000 و2010.

### تعداد عام 2000
بلغ عدد سكان لوفلاند 50,608 نسمة بحسب تعداد عام 2000، وبلغ عدد الأسر 19,741 أسرة وعدد العائلات 14,037 عائلة مقيمة في المدينة. في حين سجلت الكثافة السكانية 544.5 نسمة لكل كيلومتر مربع (1,410.2/ميل2). وبلغ عدد الوحدات السكنية 20,299 وحدة بمتوسط كثافة قدره 218.4 لكل كيلومتر مربع (565.7/ميل2).
وتوزع التركيب العرقي للمدينة بنسبة 92.85% من البيض و0.37% من الأمريكيين الأفارقة و0.69% من الأمريكيين الأصليين و0.83% من الأمريكيين ذوي الأصول الآسيوية و0.03% من سكان جزر المحيط الهادئ و3.21% من الأعراق الأخرى و2.02% من عرقين مختلطين أو أكثر و8.57% من الهسبانيون أو اللاتينيون من أي عرق.
بلغ عدد الأسر 19,741 أسرة كانت نسبة 37.4% منها لديها أطفال تحت سن الثامنة عشر تعيش معهم، وبلغت نسبة الأزواج القاطنين مع بعضهم البعض 57.5% من أصل المجموع الكلي للأسر، ونسبة 9.8% من الأسر كان لديها معيلات من الإناث دون وجود شريك،  بينما كانت نسبة 3.8% من الأسر لديها معيلون من الذكور دون وجود شريكة وكانت نسبة 28.9% من غير العائلات. تألفت نسبة 23.4% من أصل جميع الأسر من عدة أفراد يعيشون في نفس المنزل ونسبة 8.8% كانت تتألف من شخص يعيش بمفرده يبلغ من العمر 65 عاماً أو أكثر. وبلغ متوسط حجم الأسرة المعيشية 2.55، أما متوسط حجم العائلات فبلغ 3.01.
بلغ العمر الوسطي للسكان 36.0 عاماً. وكانت نسبة 26.9% من القاطنين تحت سن الثامنة عشر، وكانت نسبة 7.8% بين الثامنة عشر والرابعة والعشرين عاماً، ونسبة 30.6% كانت واقعةً في الفئة العمرية ما بين الخامسة والعشرين والرابعة والأربعين عاماً، ونسبة 22.1% كانت ما بين الخامسة والأربعين والرابعة والستين، ونسبة 11.9% كانت ضمن فئة الخامسة والستين عاماً فما فوق. يوجد لكل 100 أنثى 96.6 ذكر، ويوجد لكل 100 أنثى في الثامنة عشر من عمرها فما فوق 93.1 ذكر.
بلغ متوسط دخل الأسرة في المدينة 47,119 دولارًا، أما متوسط دخل العائلة فبلغ 54,337 دولارًا. وكان متوسط دخل الذكور 38,971 دولارًا مقابل 26,714 دولارًا للإناث. وسجل دخل الفرد الخاص بالمدينة 21,889 دولارًا. وكانت نسبة 4% من العائلات ونسبة 5.7% من السكان تحت خط الفقر، وكان من هؤلاء نسبة 6.9% تحت سن الثامنة عشر ونسبة 5% في الخامسة والستين من العمر وما فوق.

### تعداد عام 2010
بلغ عدد سكان لوفلاند 66,859 نسمة بحسب تعداد عام 2010، وبلغ عدد الأسر 27,153 أسرة وعدد العائلات 18,208 عائلة مقيمة في المدينة. في حين سجلت الكثافة السكانية 719.4 نسمة لكل كيلومتر مربع (1,863.2/ميل2). وبلغ عدد الوحدات السكنية 28,557 وحدة بمتوسط كثافة قدره 307.3 لكل كيلومتر مربع (795.9/ميل2).
وتوزع التركيب العرقي للمدينة بنسبة 91.47% من البيض و0.56% من الأمريكيين الأفارقة و0.85% من الأمريكيين الأصليين و1% من الأمريكيين ذوي الأصول الآسيوية و0.06% من سكان جزر المحيط الهادئ و3.61% من الأعراق الأخرى و2.46% من عرقين مختلطين أو أكثر و11.69% من الهسبانيون أو اللاتينيون من أي عرق.
بلغ عدد الأسر 27,153 أسرة كانت نسبة 31.9% منها لديها أطفال تحت سن الثامنة عشر تعيش معهم، وبلغت نسبة الأزواج القاطنين مع بعضهم البعض 52.1% من أصل المجموع الكلي للأسر، ونسبة 10.6% من الأسر كان لديها معيلات من الإناث دون وجود شريك،  بينما كانت نسبة 4.3% من الأسر لديها معيلون من الذكور دون وجود شريكة وكانت نسبة 32.9% من غير العائلات. تألفت نسبة 26.7% من أصل جميع الأسر من عدة أفراد يعيشون في نفس المنزل ونسبة 10.2% كانت تتألف من شخص يعيش بمفرده يبلغ من العمر 65 عاماً أو أكثر. وبلغ متوسط حجم الأسرة المعيشية 2.44، أما متوسط حجم العائلات فبلغ 2.96.
بلغ العمر الوسطي للسكان 38.7 عاماً. وكانت نسبة 23.9% من القاطنين تحت سن الثامنة عشر، وكانت نسبة 7.9% بين الثامنة عشر والرابعة والعشرين عاماً، ونسبة 26.3% كانت واقعةً في الفئة العمرية ما بين الخامسة والعشرين والرابعة والأربعين عاماً، ونسبة 27% كانت ما بين الخامسة والأربعين والرابعة والستين، ونسبة 14.9% كانت ضمن فئة الخامسة والستين عاماً فما فوق. وتوزع التركيب الجنسي للسكان بنسبة 48.3% ذكور و51.7% إناث.

## أعلام
- إليك هانسن
- إيميلى روزا
- كولين كلاين
- كايل هوارد
- مولي بلوم
- كونراد أوبراين فرنش